# Амстердамски уговор
Уговор из Амстердама резултат је рада међувладине конференције започете у Торину, 1996. године, министри спољних послова земаља чланица потписали су га у новембру 1997, а ступио је на снагу у јуну 1999.
Најважније измене уведене Уговором из Амстердама су:
- јачање улоге Европског парламента (већи број одлука које се доносе поступком заједничког одлучивања),
- увођење флексибилности,
- могућност суспензије државе чланице из поступка доношења одлука,
- преношење дела одредаба које се односе на сарадњу у подручју правосуђа и унутрашњих послова (трећи стуб) у први стуб ЕУ (визни режим, азил, судска сарадња у цивилним питањима),
- уврштавање Шенгенског споразума у Уговор,
- измене одредаба о Заједничкој спољној и безбедносној политици, укључивање социјалног протокола у текст Уговора,
- истицање борбе за већом запосленошћу као циља Уније.